# Сомпа
Сомпа (эст. Sompa) — бывший шахтёрский посёлок, в настоящее время один из районов эстонского города Кохтла-Ярве, расположенный отдельно в 8 км к юго-западу от Йыхви. Граничит с волостями Йыхви, Кохтла и Мяэтагузе. 

## История
Посёлок Сомпа был образован в 1948 году. 
В 1960 году посёлок Сомпа был включён в состав города Кохтла-Ярве.

## Промышленность
Градообразующее предприятие — Шахта «Сомпа» (эст. Sompa kaevandus) — сланцевая шахта . Строительство шахты началось в 1946 году. Строилась она немецкими военнопленными, они же и работали в шахте до 1949 года. Шахта введена в строй 26 декабря 1948 года с проектной мощностью 600 тыс. тонн в год. В пиковые 80-е годы добыча составляла в год 1 млн. 700 тыс. тонн. На шахте работало более тысячи горняков. Входила в АО «Эстонсланец». Из-за снижения у потребителей спроса на сланец к 1998 году годовая добыча сократилась до 530 тыс. тонн в год, персонал шахты — до 430 человек. В 1999 шахта была закрыта. Последний директор шахты — Яан Сурва.

## Достопримечательности
Дом культуры (Клуб Сомпа). Построен в 1955 году. Клуб находится в самом центре посёлка Сомпа по ул. Хумала 1. Здесь созданы условия для развития и организации разнообразных форм досуга людей любого возраста, социального статуса и материальных возможностей. Проекты клуба направлены на развитие социальной активности и творческого потенциала. В клубе работа построена так, чтобы люди разного возраста могли найти для себя занятие по душе. Молодые люди могут с пользой проводить свое свободное время для саморазвития, самореализации, обучения, оздоровления. Клуб Сомпа – это место, где с вами готовы поделиться знаниями и умениями опытные руководители, где находятся новые друзья и увлечения, где можно увидеть и познать многого нового и интересного.
Памятник жертва нацизма. Установлен на месте бывшего нацистского концлагеря Эреда, входившего в годы гитлеровской оккупации в Вайвараскую систему лагерей. Концлагерь Вайвара был основан в августе 1943 г. примерно в 20 км западнее Нарвы. Задачей концлагеря было обеспечение рабочей силой располагавшегося на северо-востоке Эстонии и находившегося под контролем немецкого концерна Kontinental Öl AG сланцевого производства, на котором вырабатывали моторное масло и бензин.

## Современность
По состоянию на 1 января 2021 года в Сомпа проживало 786 человек. Отсутствие работы привело к исходу жителей, преимущественно русскоязычного населения, и привело к разрушению брошенных построек.
Подробнее о поселке и его жителях Вы можете прочитать на официальном сайте Союза Жителей Сомпа.

## Галерея

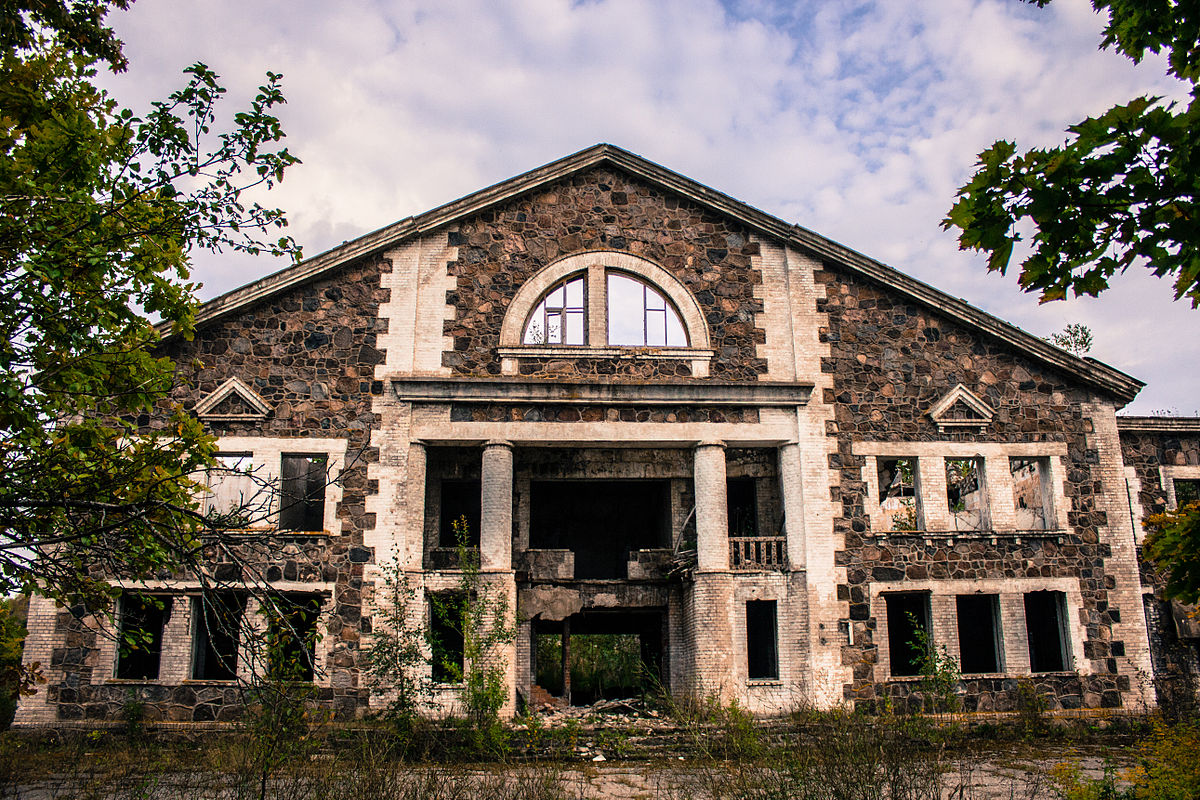
Главное здание шахты «Сомпа», 2014 год
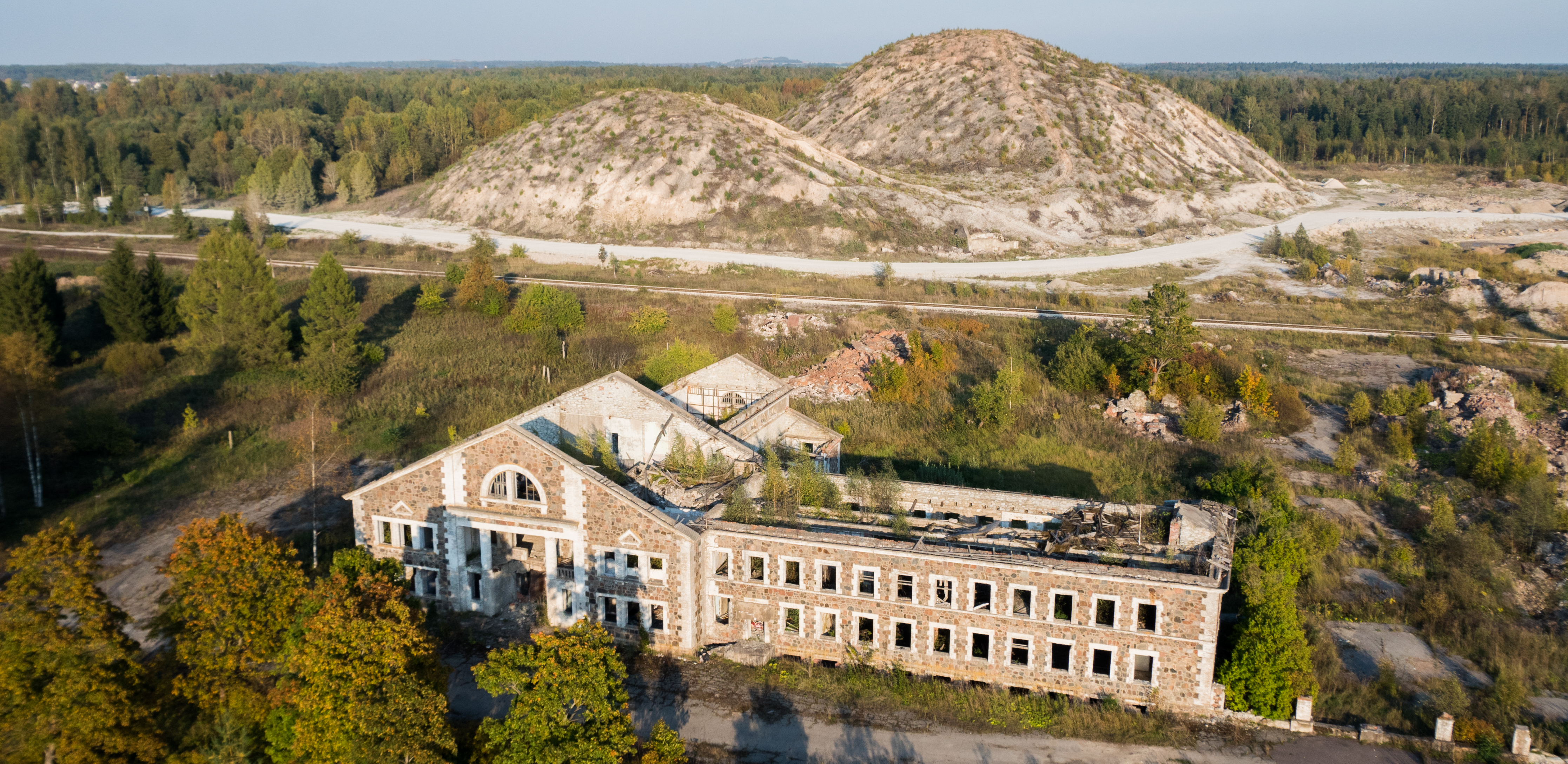
Шахта «Сомпа»
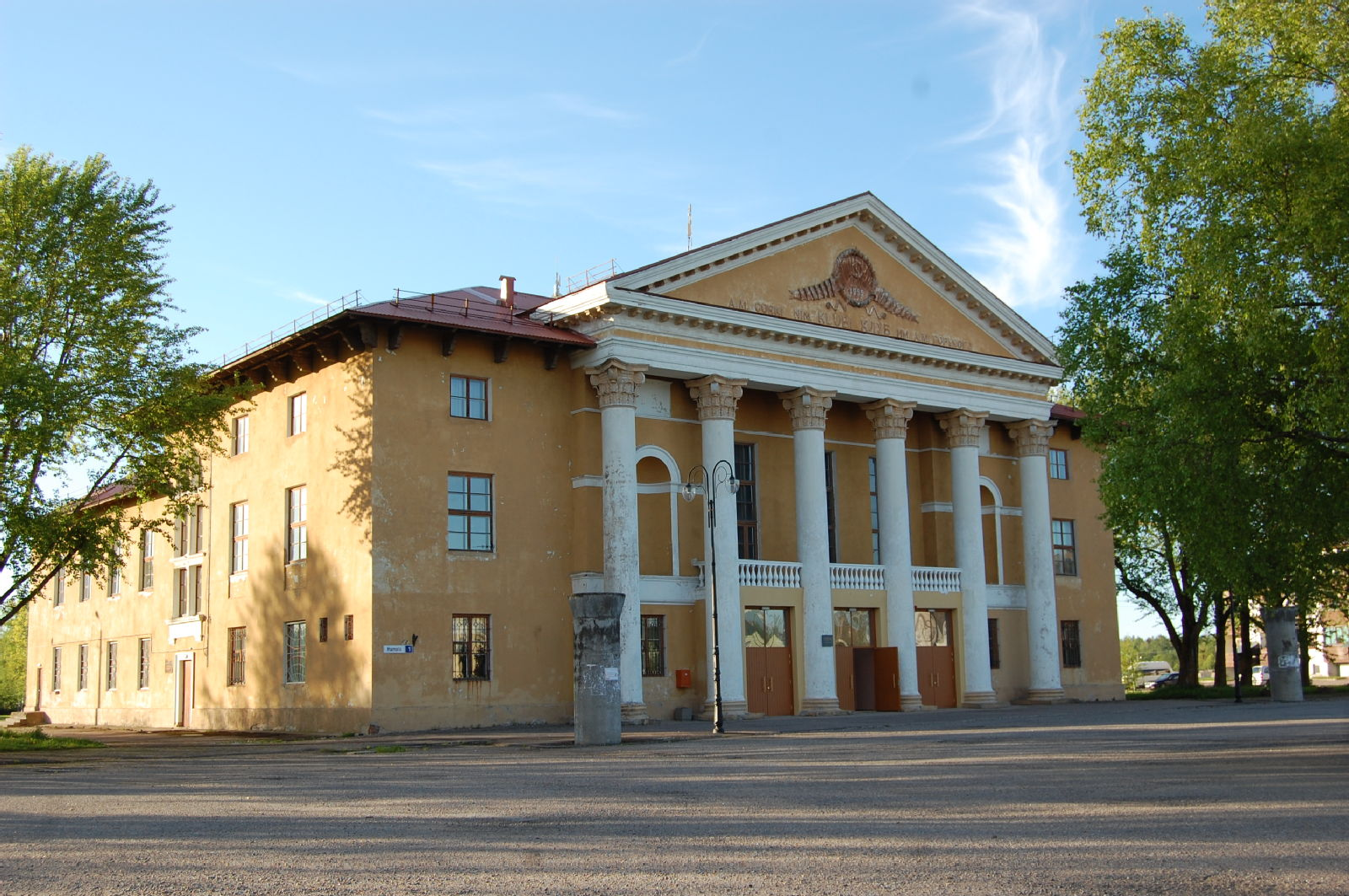
Дом культуры
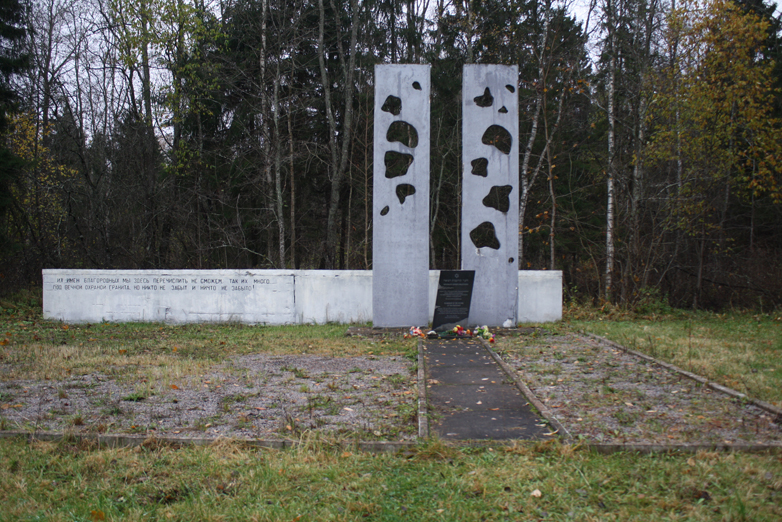
Памятник жертвам нацизма